# 銀河帝国 (スター・ウォーズ)

銀河帝国の国旗

銀河帝国の国章

銀河帝国（ぎんがていこく、Galactic Empire）は、アメリカ映画『スター・ウォーズ』シリーズに登場する国家。首都はインペリアル・センター（旧共和国時代にコルサントと呼ばれていた惑星）。映画を始めとする関連メディアでは共通して「国家テロリズム、非人間種族への差別、戦力投射、恒常的な恐怖による支配」を行う独裁国家として描かれている。

## 帝国興亡史

### 帝国の成立
貿易摩擦をきっかけに発生した通商連合による惑星ナブー占領を受け、女王パドメ・アミダラはジェダイのクワイ＝ガン・ジン、オビ＝ワン・ケノービの助力を得て銀河共和国元老院に実情を訴えるが、硬直した官僚制に阻まれた元老院は事態を解決することが出来ずにいた。ナブー選出の元老院議員シーヴ・パルパティーンはパドメをそそのかし、彼女は事態を打開するため最高議長フィニーズ・ヴァローラムの不信任を動議する。不信任の可決に伴い議長選挙が実施され、パルパティーンが同情票を集めて最高議長に就任する。パルパティーンはシスの暗黒卿「ダース・シディアス」として、水面下で共和国乗っ取りの陰謀を進めていった。通商連合を操ってナブーを侵略させたのも彼の仕業だった。
パルパティーンは元ジェダイ・マスターのドゥークー伯爵をダークサイドに転向させ、続けて独立星系連合を組織させて、通商連合、コマース・ギルド、企業同盟、テクノ・ユニオン、インターギャラクティック銀行グループなど、主にエイリアン種を中心とする有力な営利企業や国家勢力を取り込んで、共和国に対する敵対行為を始めさせる。また、同時にドゥークーのかつての親友であるジェダイ・マスターのサイフォ＝ディアスとも密かに接触し、彼の名でクローン軍を惑星カミーノに発注させ、直後にドゥークーにサイフォ＝ディアスの暗殺とクローン製造に対する決定権の収奪を命じた。
ナブーの危機から10年後。元老院は共和国からの分離を求める独立星系連合の脅威に対抗するため、パルパティーンに非常時大権を与える。彼は「銀河に平和が戻った後に大権を返上する」と公約した後、独立星系連合と戦うための軍隊の創設を宣言し、クローン・トルーパーを主軸とする共和国軍に開戦を指示する。これによりクローン大戦が勃発し、パルパティーンは大戦を通して権力を拡大していく。一方、ジェダイのメイス・ウィンドゥやヨーダは次第にパルパティーンに不信感を募らせ、彼がシスと繋がっていることを疑い始める。
パルパティーンは、妻パドメを失うことを恐れるアナキン・スカイウォーカーを誘惑してダークサイドに引き込もうとするが、アナキンの報告によりパルパティーンの正体を知ったウィンドゥたちは彼を逮捕しようとする。しかし、ウィンドゥたちはアナキンの裏切りに遭い全滅し、パルパティーンは彼を新たな弟子ダース・ベイダーとして迎え入れ、彼にジェダイ聖堂にいるジェダイたちを粛清させる。同時に、パルパティーンはクローン兵に向けて「オーダー66」を指令し、銀河系各地に分散していたジェダイの騎士たちを粛清する。パルパティーンは緊急議会を招集して「ジェダイの反乱」を報告し、国家の再編と平和を実現するため銀河帝国の成立と自身の皇帝即位を宣言する。
その後、反乱分子を弾圧して治安を維持したり、エイリアン種族を差別して奴隷にしたりなどと強権的な統治を行う。

### 銀河内乱
帝国成立の直前、パドメやベイル・オーガナ、モン・モスマなど一部の元老院議員はパルパティーンの専横を危険視し、彼に対抗するための会合を開く。帝国の成立とパドメの死後、オーガナとモスマは帝国の支配に対し表面上は恭順の姿勢を表明する事で弾圧を免れつつも、水面下では銀河系各地で散発的に展開され始めた帝国への反抗活動に対する支援組織の結成に向けて動き始めた。この活動はおよそ20年という歳月の間に勢力を拡大し、反乱同盟軍として結実。帝国に対し本格的に反旗を翻す。
帝国はこれらの反乱運動に軍を投入し鎮圧を図ろうとしたが、やがて秘密裏に建造されてきたデス・スターが完成すると、パルパティーンは同盟軍を支援する元老院を解散し、グランド・モフ・ウィルハフ・ターキンはオーガナの故郷オルデランをデス・スターで破壊する。しかし、デス・スターは同盟軍基地のあるヤヴィン第4衛星への攻撃直前、ルーク・スカイウォーカーたちの活躍によって破壊された。
パルパティーンは同盟軍を壊滅させるため、新たに建造した第2デス・スターに同盟軍を誘い込み、その最中にルークをダークサイドに取り込もうとするが失敗する。彼は利用価値のなくなったルークを殺そうとするが、息子を助けようとするベイダーの裏切りによって殺され、第2デス・スターも同盟軍によって破壊される。エンドアの戦いによってパルパティーン以下帝国軍の提督の多くが戦死し、帝国は弱体化する。
パルパティーンを失った帝国は内部分裂を起こし、各地の総督や提督による派閥が形成され勢力が縮小していき、エンドアの戦いの1年後に行われたジャクーの戦いで大敗。その後、新共和国との間に銀河協定を締結して共存体制が確立する。しかし、その代償として莫大な賠償金と大幅な軍縮を強いられ、一般的にはこれを以て帝国が国家としての求心力を完全に喪失したものと認知されるようになった。

## 統治機構
帝国政府 (Imperial Government)
パルパティーンはクローン大戦時に付与された非常時大権を保持し続けたため、銀河皇帝として絶対的な権力を掌握していた。彼は居城インペリアル・パレスから命令を下し、弟子にして右腕でもあるベイダーが恐怖支配の執行者として銀河中を蹂躙し、人々から畏怖される存在として全銀河の支配者として君臨した。
帝国統治評議会（Imperial Ruling Council）
腹心の側近である大宰相マス・アミダを中心に、皇帝の最側近である評議員たちによって構成された帝国の統治機構。
皇帝顧問（Emperor's adviser）
パルパティーン対し国政に関する助言を行う政治顧問団。顧問官の多くは紫色の高価なローブに身を包む。パルパティーンがまだナブー選出元老院議員だった時代からの側近が多い。帝国統治評議会の評議員との兼務者も多く、絶大な権力を誇ったが、あくまでもパルパティーンの前では終始従順だった。エピソード6ではパルパティーンの取り巻きとしてその姿が確認できる。
帝国元老院（Imperial Senate）
帝国の法律上の立法機関。帝国領内の各惑星から選出された元老院議員たちにより構成される。共和国時代の元老院が再編されたもので旧共和国の最後の名残ともいえる存在。帝国成立後、皇帝は元老院の永久解散を目論んでいたが、体制安定のためしばらくは元老院を温存させていた。しかし帝国元老院は旧共和国元老院とは比較にならないほどに無力であり、もし元老院で投票があっても、その投票結果を国政に反映させるかは皇帝次第だった。エピソード4中のデス・スターの完成とともに皇帝は元老院の永久解散を宣言した。こうして帝国元老院が存続したのはわずか14年間だった。元老院解散後はモフ（総督）や、その上位者であるグランド・モフが各惑星や星系を直接統治した。
モフ（Moff）およびグランドモフ（Grand Moff）
銀河帝国は宙域（Sector）とよばれる行政区域で領内を区分しており、各宙域を統治する総督の称号がモフだった。ひとつの宙域には複数の星系が含まれる。帝国成立から5年後に複数の宙域を集約した上位宙域（Oversector）も設定されるようになり、これを統治するのがグランドモフだった。初代グランドモフに任命されたターキンはアウター・リムの大部分を占めるアウター上位宙域の統治者だった。
帝国軍 (Imperial Military)
インペリアル・ガード (Imperial Guard)
シーヴ・パルパティーン皇帝の親衛隊。赤い装甲服と赤衣を着用したストームトルーパーで、皇帝への揺るぎない忠誠心と優れた素質を認められた者の中から選抜されたエリート兵士である。原則的に彼らはパルパティーン皇帝に直属しており、ダース・ベイダーですら彼らへの指揮権を得るには皇帝からの特別な勅許を必要とする。
前身となったのは、共和国末期にパルパティーンが創設した警護兵レッド・ガードで、この頃から赤衣を着用していた。本来最高議長の身辺警護は元老院の下部組織である青衣を着用したセネト・ガードが担当していたが、パルパティーンは元老院の衛兵を議長個人の私設部隊レッド・ガードや、コルサントの保安部隊として特殊訓練を受けたクローン・トルーパーで構成されたクローン・ショック・トルーパーへと段階的に入れ替え、帝国成立時には彼の警護は完全にインペリアル・ガードが担当するようになった。
帝国宇宙軍 (Imperial Navy)
帝国の版図たる銀河系の秩序を維持する帝国軍の主戦力。パルパティーンによって「New Order（新秩序）」が宣言された後、クローン大戦で活躍した旧共和国宇宙軍が帝国宇宙軍へと再編された。宇宙軍の長期的な戦略や配置転換などは、皇帝・統合本部・宇宙軍本部の三者協議により正式決定され、各艦隊の指揮は大提督や提督らが執っていた。
最盛期には計約2万5,000隻ものスター・デストロイヤーを含む数百万隻規模の艦船を保有し、パルパティーンによる恐怖支配を実現した。だが、宇宙軍は主に大型艦船との艦隊戦を想定して編成されたため、反乱軍の小型戦闘機による攻撃には終始苦戦していた。
帝国地上軍 (Imperial Army)
帝国領内の各惑星での治安維持のため現地で活動する地上戦力であり、宇宙軍同様に旧共和国グランド・アーミーを再編する形で創設された。主にAT-ATなどの大型地上兵器を中心に編成されて各惑星に駐屯し、さらにパルパティーンの身辺警護のため首都インペリアル・センターにも大規模な師団が駐屯していた。また、全銀河での作戦展開のため隷下に膨大な師団を擁し、有事には宇宙軍とも緊密に連携して行動する。
ストームトルーパー (Stormtrooper)
帝国軍の主兵力である機動歩兵。主に地上軍に所属して各惑星での治安維持や軍事作戦などの諸任務に就いているが、同時に宇宙軍の揚陸部隊としても配備されている。共和国時代のクローン・トルーパーは遺伝子操作で成長を人為的に促進されていたため、帝国時代には急激な老化を起こしており、非クローンの志願兵と徴募兵から構成されたストームトルーパーに順次置き換えられた。
帝国アカデミー（Imperial Academy）
帝国軍の下士官や幹部将校らを養成する士官学校。首都インペリアル・センターの帝国ロイヤル・アカデミーをメインキャンパスとして銀河各地の惑星にサテライトキャンパスが開設されていたが、入学は極めて狭き門だった。士官候補生は卒業と同時に尉官に任じられる。
帝国保安局 (Imperial Security Bureau)
保安行政を管轄する諜報機関で、秘密警察の役割を担っている。皇帝パルパティーンがニューオーダーを宣言した際にニューオーダー体制への反対者を摘発することを目的に創設された。帝国軍の指揮系統からは完全に独立しており、主に銀河市民や帝国軍内部での反乱分子の監視・摘発を行っている。
帝国情報部 (Imperial Intelligence)
帝国軍直属の諜報機関で、主にパルパティーンや帝国軍上層部に対して活動報告を行っている。元々は宇宙軍情報部が存在したが、宇宙軍情報部長官が反逆罪により処刑された後、帝国情報部に統合された。別系統の諜報機関である保安局とは対立関係にあるが、保安局より規模は小さい。
実働部隊として、黒い装甲服を着用したストームトルーパー部隊「デス・トルーパー」を独自に保有している。
帝国軍先進兵器研究部門（Imperial Military Department of Advanced Weapons Research）
帝国軍の各種新型兵器の開発を担う研究機関。一応は帝国情報部の管轄だが、組織の機密保持については帝国保安局の管理下である。オーソン・クレニックが長官を務め、デス・スター計画を主導した。

## 主な人物
- 正史の人物
- 登場作品表記

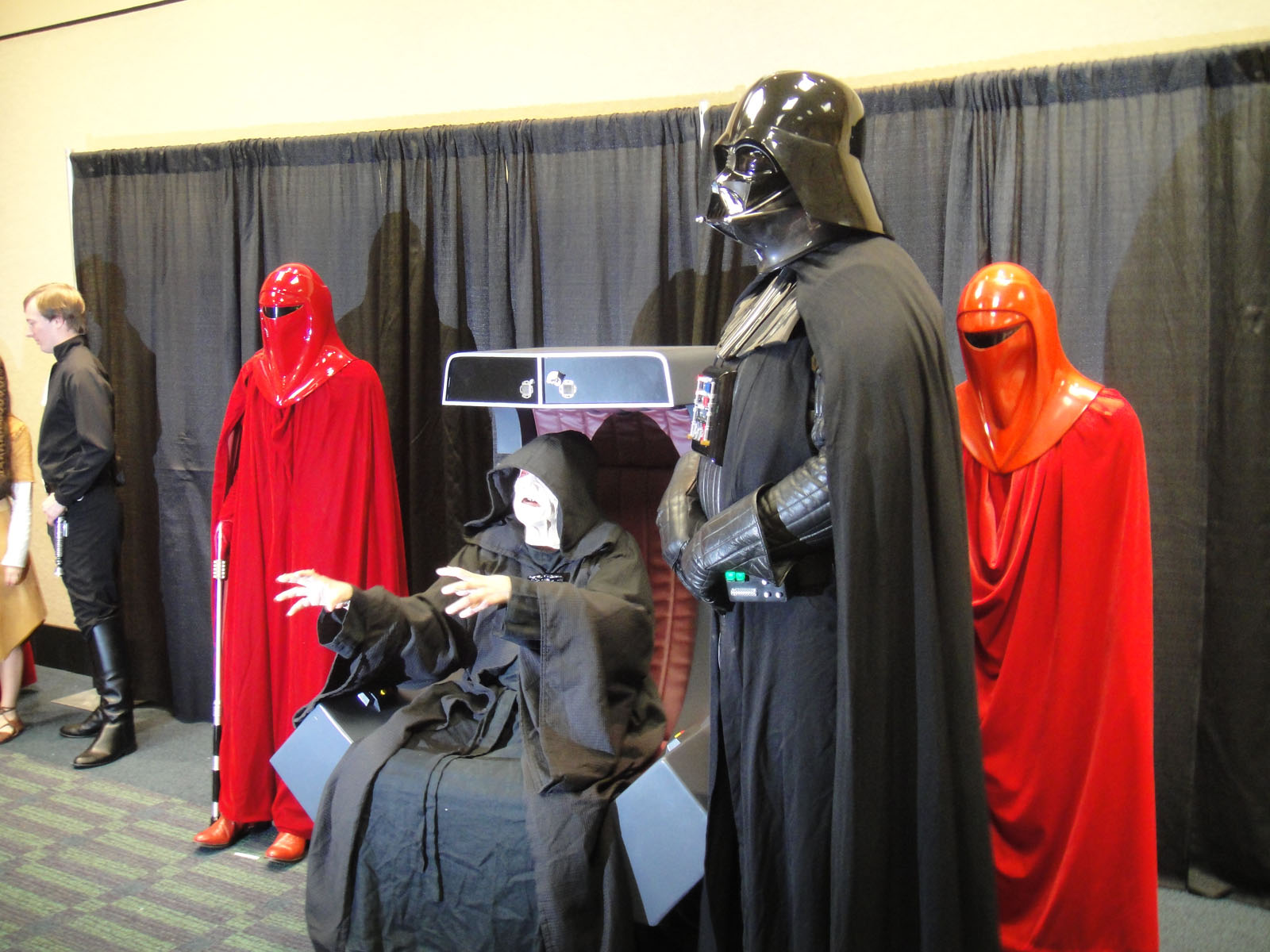
皇帝パルパティーン、ダース・ベイダー、インペリアル・ガード（第501軍団によるコスプレ）

  - EP3「スター・ウォーズ エピソード3/シスの復讐」(シリーズ第6作)
  - EP4「スター・ウォーズ エピソード4/新たなる希望」(シリーズ第1作)
  - EP5「スター・ウォーズ エピソード5/帝国の逆襲」(シリーズ第2作)
  - EP6「スター・ウォーズ エピソード6/ジェダイの帰還」(シリーズ第3作)
  - ローグ「ローグ・ワン/スター・ウォーズ・ストーリー」(外伝第1作)

シーヴ・パルパティーン皇帝
登場作：EP3、EP5、EP6、EP9
銀河帝国の皇帝。シスの暗黒卿ダース・シディアス。共和国時代には元老院議長を務めていたが、クローン大戦を起こして非常大権を手にし、戦役の終結と同時にこの権限を常時大権と皇帝位に発展させた。帝政移行後は全銀河を恐怖による圧政で支配する。ダース・ベイダーの息子ルーク・スカイウォーカーを暗黒面に堕として新たな弟子にしようと画策したが、エンドアの戦いのさなか暗黒面への誘惑を敢然と否定するルークを見限って殺害しようとした際にベイダーの反逆に遭って第2デススターの反応炉に落とされた。死亡したと思われていたが、エピソード9『スター・ウォーズ/スカイウォーカーの夜明け』に再登場しシスの帝国の復活を狙って策動する。
ダース・ベイダー
登場作：EP3、EP4、EP5、EP6、ローグ
皇帝パルパティーンの片腕として広く恐れられるシスの暗黒卿。共和国時代はジェダイの騎士であり、その頃の名前はアナキン・スカイウォーカー。皇帝の命を受け息子ルーク・スカイウォーカーを暗黒面に招き入れようとしたが、息子の説得で徐々に迷いが生じる。最後は皇帝に殺害されようとする息子の姿を見て良心を取り戻し、身を挺して皇帝を倒した。しかし皇帝のフォース・ライトニングを浴びて致命傷を負い、息子に看取られながら息を引き取った。
ウィルハフ・ターキン総督
登場作：EP3、EP4、ローグ
帝国軍の宇宙要塞デス・スターの最高司令官。帝国初のグランド・モフ（複数の宙域を統括する、帝国軍における総督職の最高位）。帝国建国からヤヴィンの戦いまでの19年間において、皇帝以外で唯一ダース・ベイダーに指示を下せる地位を保持していた。レイア姫の故郷である惑星オルデランを消し飛ばすなど恐怖による支配を徹底した。ヤヴィンの戦いで反乱同盟軍に破壊されたデス・スターと運命を共にした。
マス・アミダ
登場作:EP1、EP2、EP3
共和国時代からパルパティーンに仕えた政治家で、EP1から登場。映画作品で描かれている旧共和国時代末期には一貫して元老院副議長を務めていたが、帝国成立後は皇帝の代理人として軍部高官や政治家を相手に折衝を行う大宰相の役職に任命される。優秀な政治家だが、パルパティーンがシスの暗黒卿である事を帝国成立以前の早い段階から知らされており、共和国の腐敗に失望していた事もあって積極的に協力した。エンドアの戦いでパルパティーンが死亡すると、コルサントで事実上の軟禁状態に置かれ、ジャクーの戦いの後に新共和国との間で銀河協定を結んで帝国の歴史に終止符を打った。
ファーマス・ピエット提督
登場作：EP5、EP6
ダース・ベイダー率いる「死の小艦隊」の旗艦スーパー・スター・デストロイヤー「エグゼキューター」の艦長だったが、失態を演じた前任のオゼル提督がダース・ベイダーに処刑されたことで死の小艦隊の提督に昇進。エンドアの戦いの際に、反乱同盟軍パイロットが乗機ごと艦橋に体当たりしてきたため戦死し、コントロールを失った「エグゼキューター」はデス・スターに衝突した。
マキシミリアン・ヴィアーズ将軍
登場作：EP5
「死の小艦隊」の地上軍司令官。ベイダーの命を受けて自らAT-ATに乗り込んでホスの戦いで帝国軍の指揮をとった。
ロース・ニーダ艦長
登場作：EP5
「死の小艦隊」の一艦であるインペリアル・スター・デストロイヤー「アヴェンジャー」の艦長。追跡していたミレニアム・ファルコン号を取り逃がした失態により、ダース・ベイダーに処刑された。
オーソン・クレニック長官
登場作：ローグ
帝国軍先進兵器研究部門の部門長。デス・スター開発の総責任者だった。逃亡した科学者ゲイレン・アーソを拘束してデス・スター計画への参加を強要した。上官ターキンに計画の主導権を簒奪されまいと苦慮していたが、ゲイレンの娘ジン・アーソらによりスカリフ・タワーからデス・スターの設計図を奪取されたうえ、ターキンの搭乗するデス・スターからの砲撃によりスカリフ・タワーごと消滅した。
ゲイレン・アーソ
登場作：ローグ
帝国軍先進兵器研究部門所属の科学者として、ライトセーバーに使用されるカイバー・クリスタルを研究していたが、自身の研究がデス・スターのスーパーレーザー砲に悪用されようとしていることに気づき、妻ライラとともに逃亡。しかし、あえなくクレニック長官に発見されて妻を殺害された挙句、娘ジンとも生き別れとなり、自身も拘束されてデス・スター計画への参加を強要される。その後、復讐としてデス・スターに致命的な弱点を用意し、そのメッセージを密かに娘に託した。最後はイードゥーの研究施設が反乱軍の攻撃を受けた際に破壊に巻き込まれ、娘に看取られながら息を引き取った。

## ギャラリー

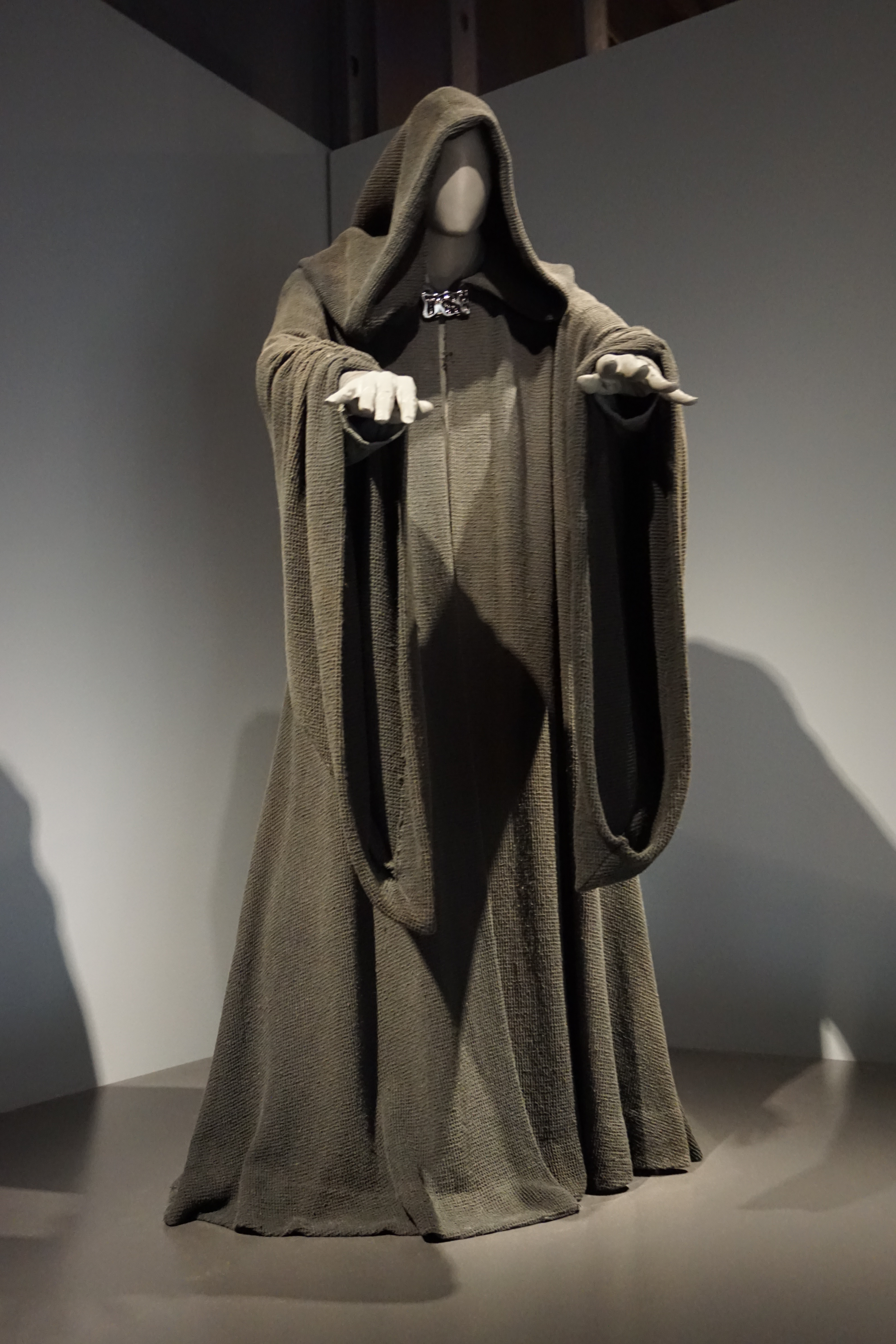
皇帝パルパティーンのローブ
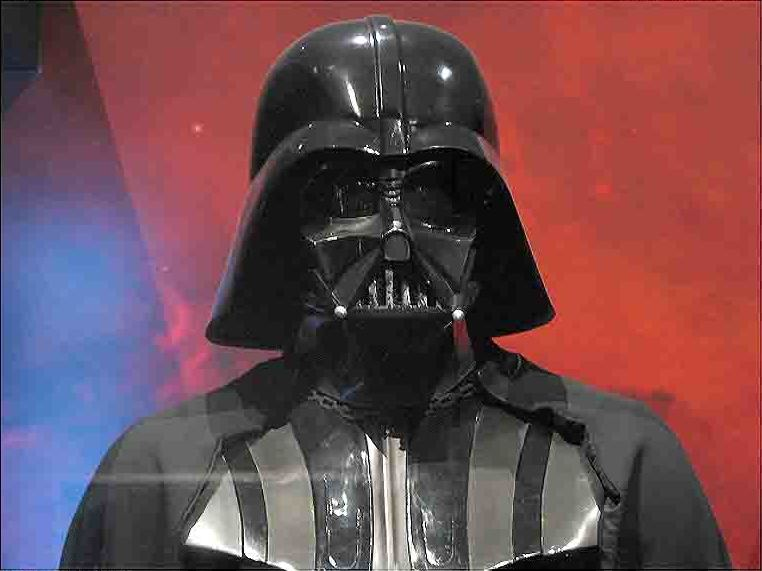
ダース・ベイダーのコスチューム
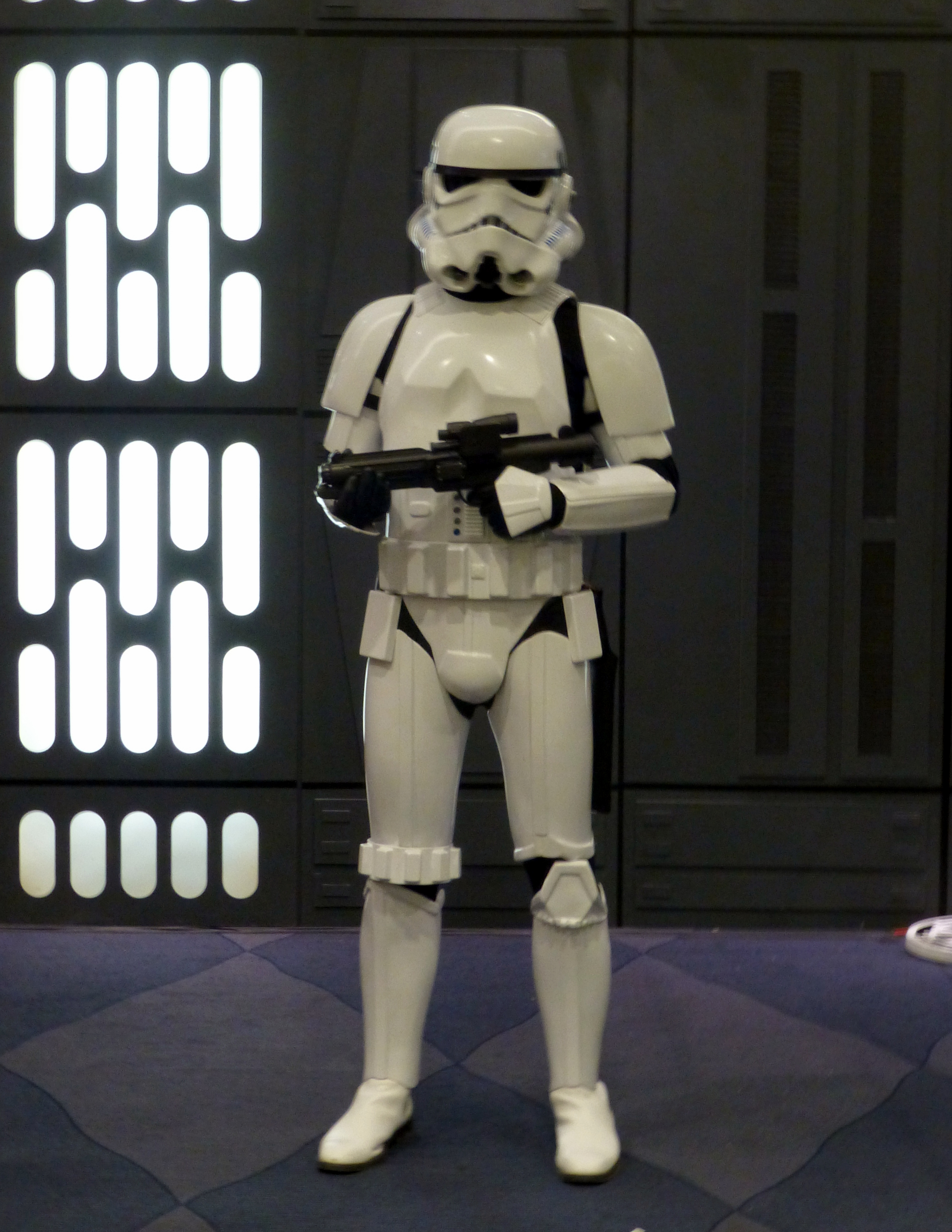
ストームトルーパーのコスチューム
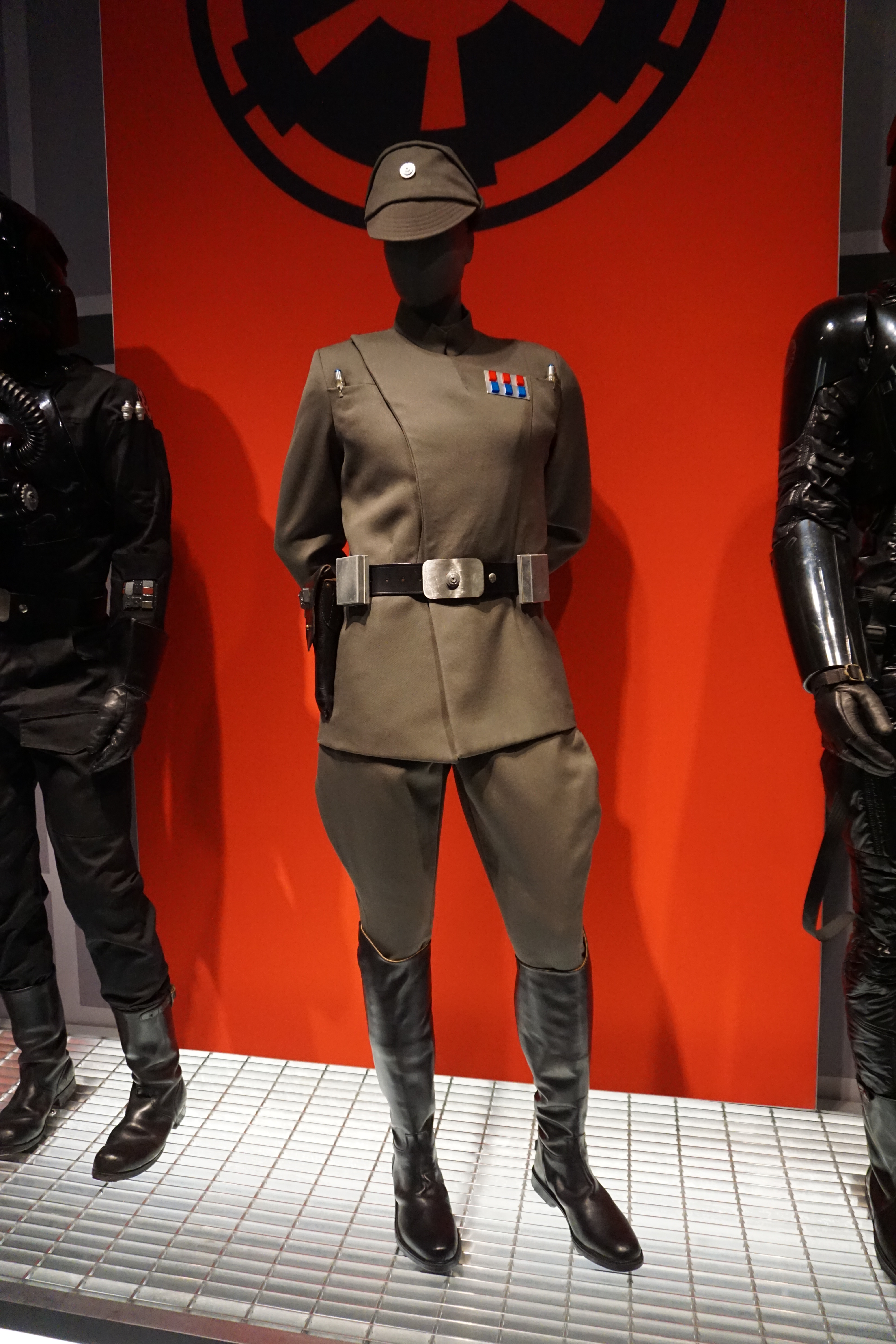
帝国軍将校のコスチューム
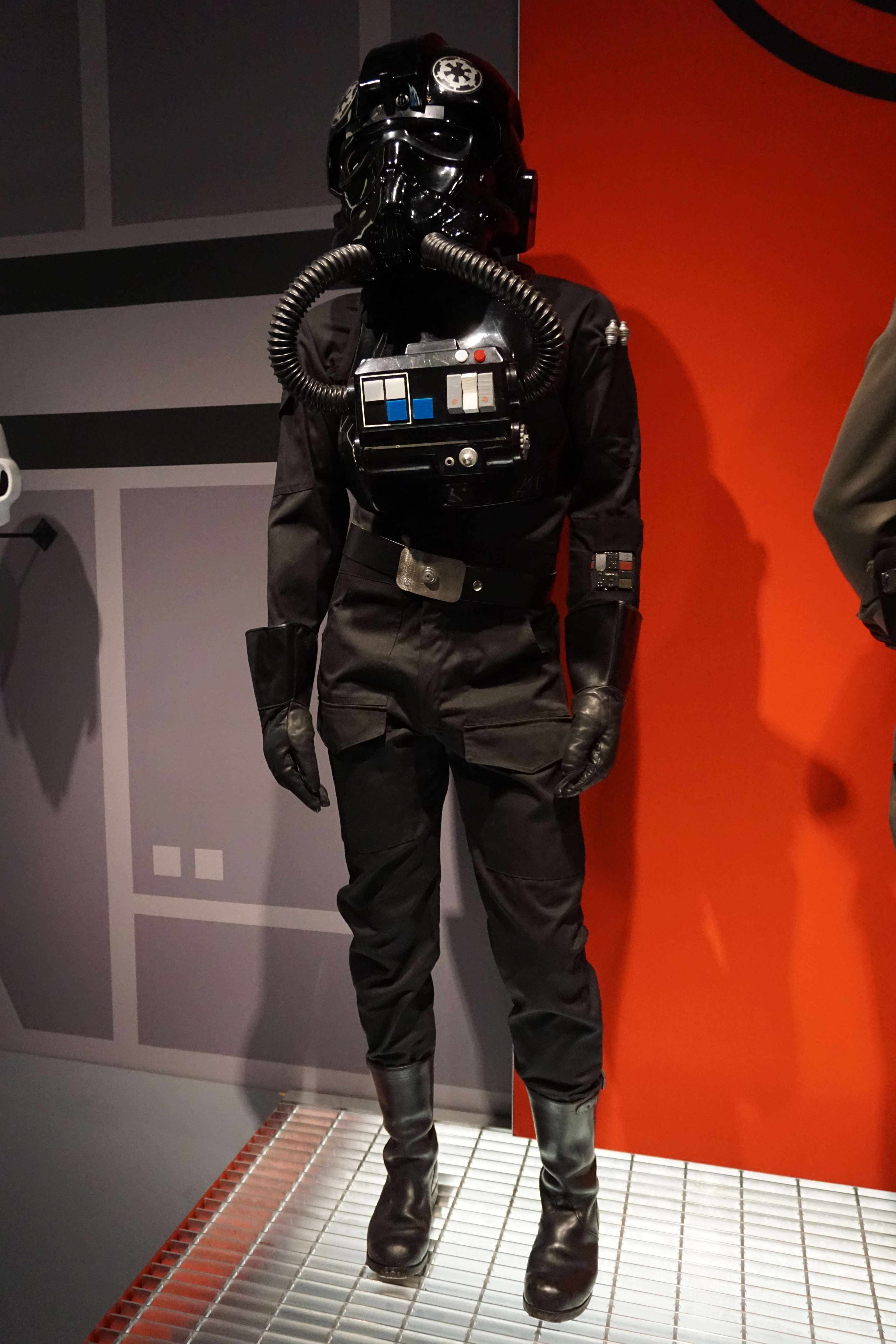
TIEファイターパイロットのコスチューム
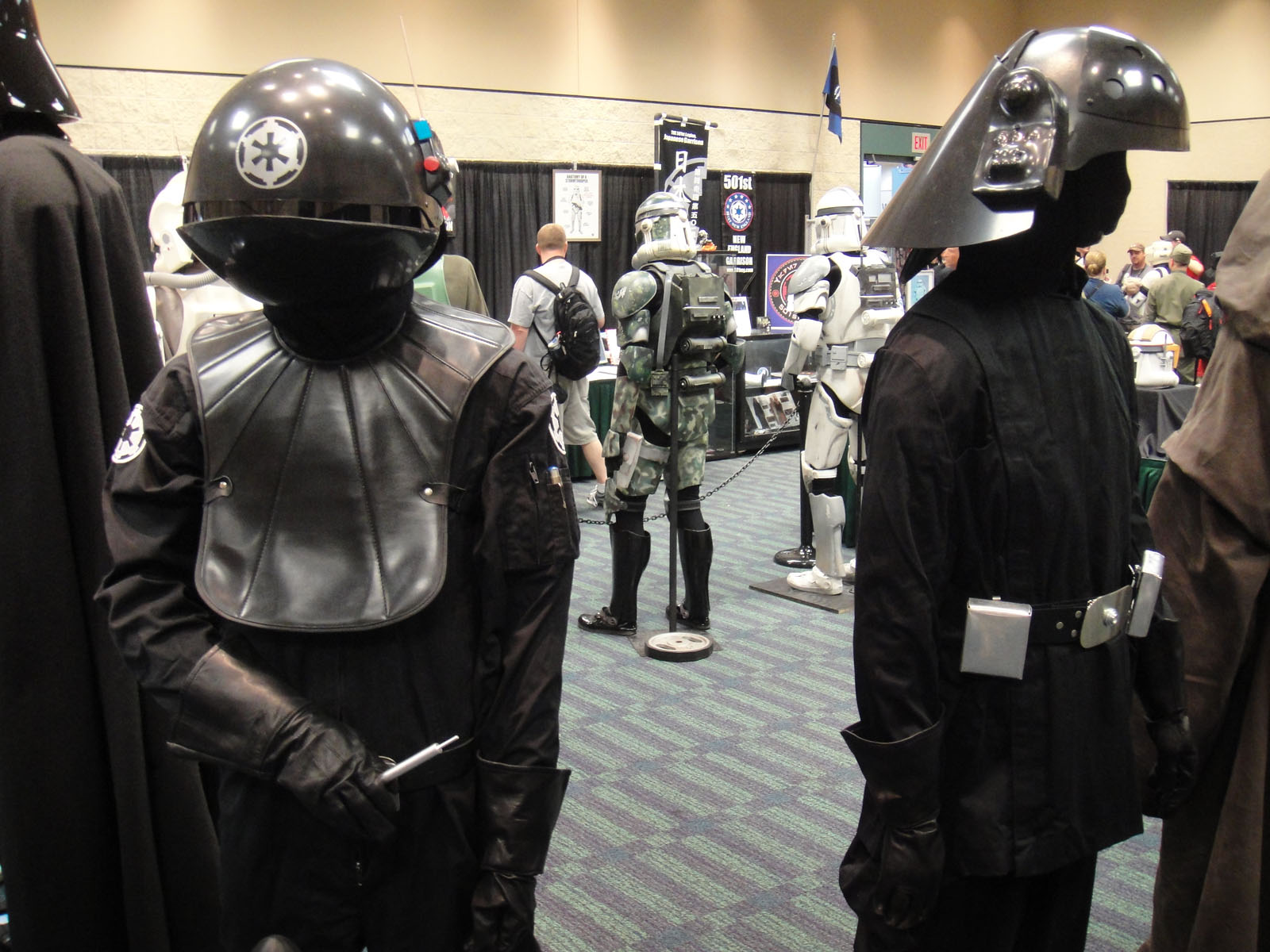
帝国軍の砲撃手と警備兵のコスチューム
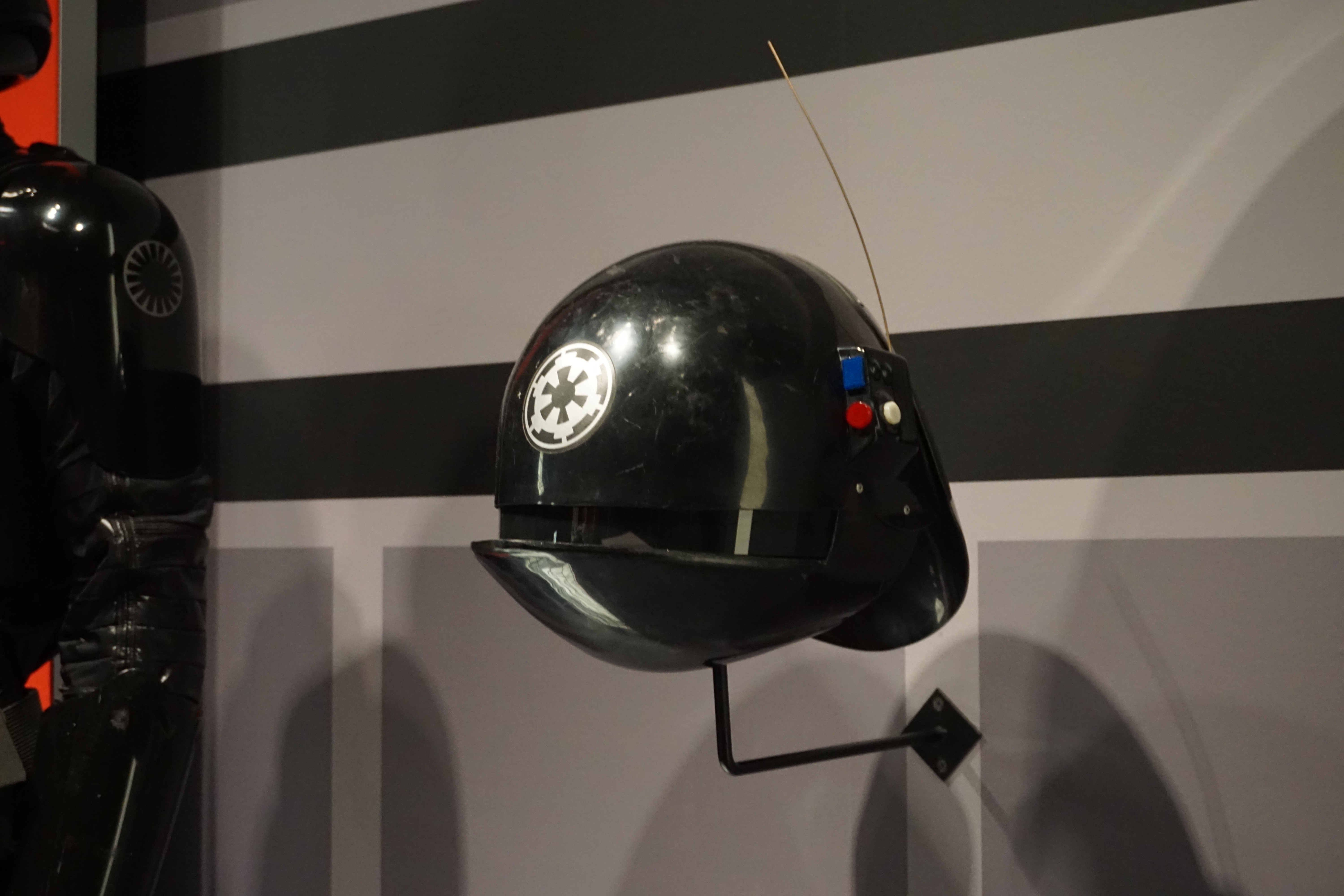
砲撃手のヘルメット"ジョウボーン"
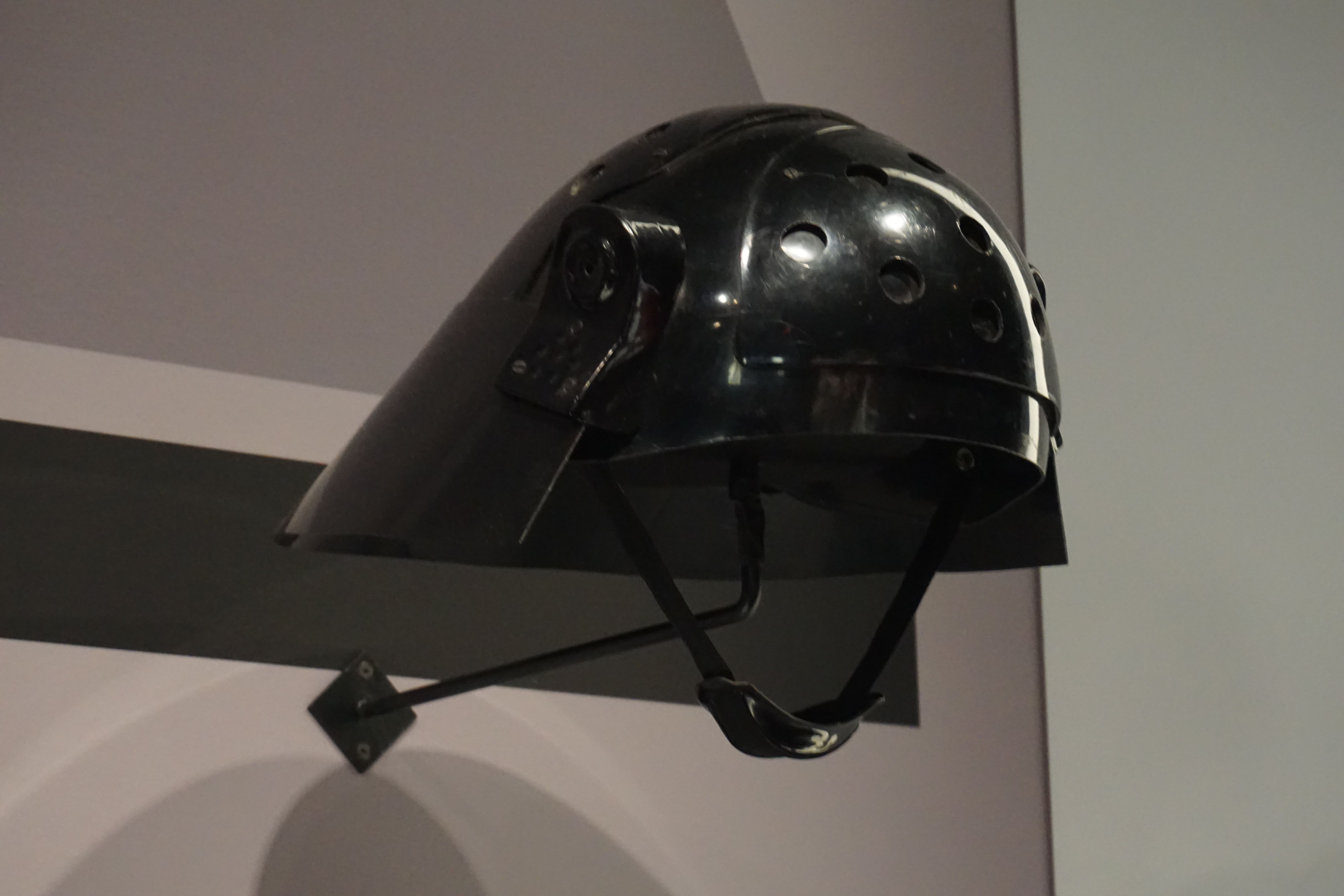
デス・スター警備兵のヘルメット"チーズ・グレーター"
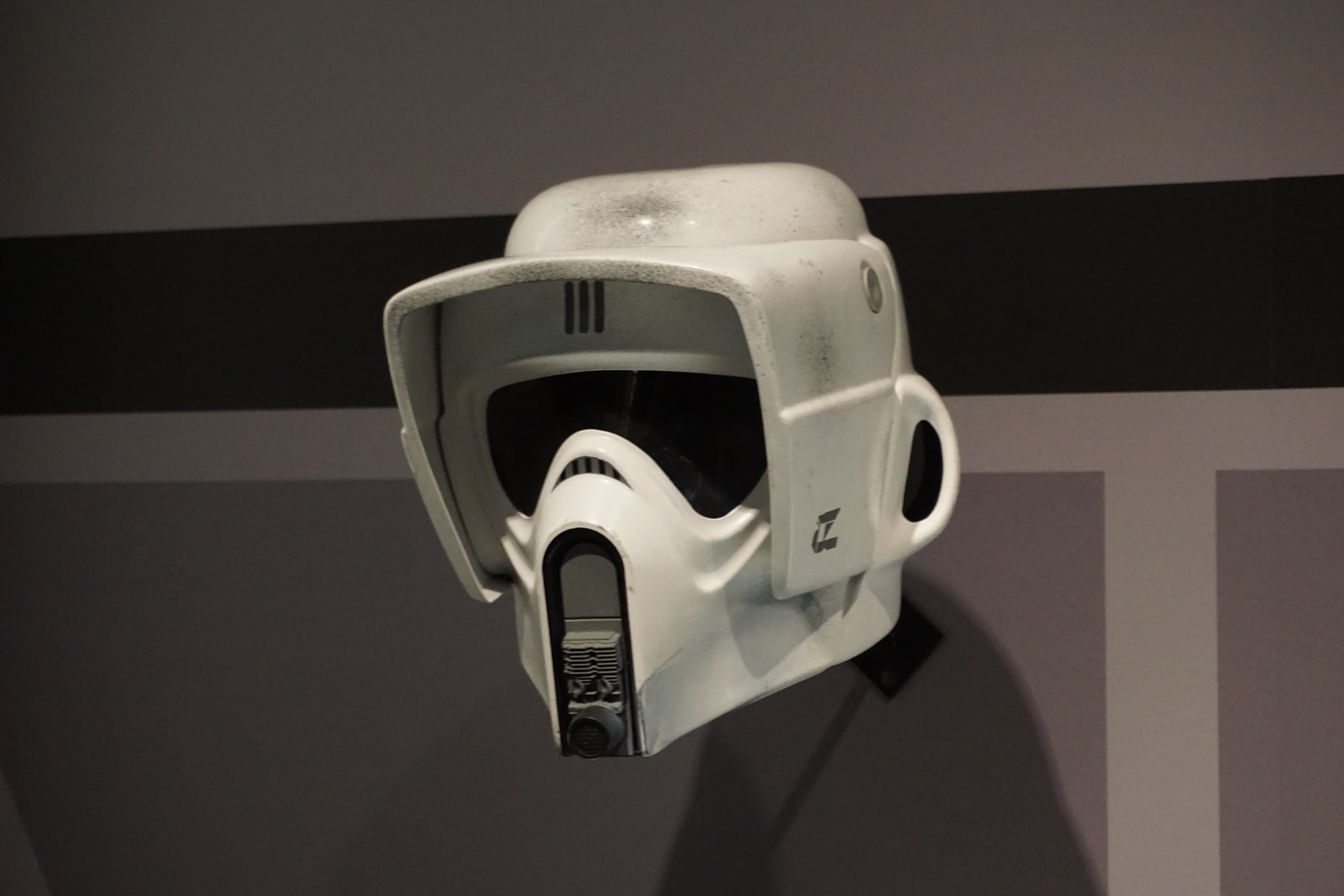
スカウトトルーパーのヘルメット
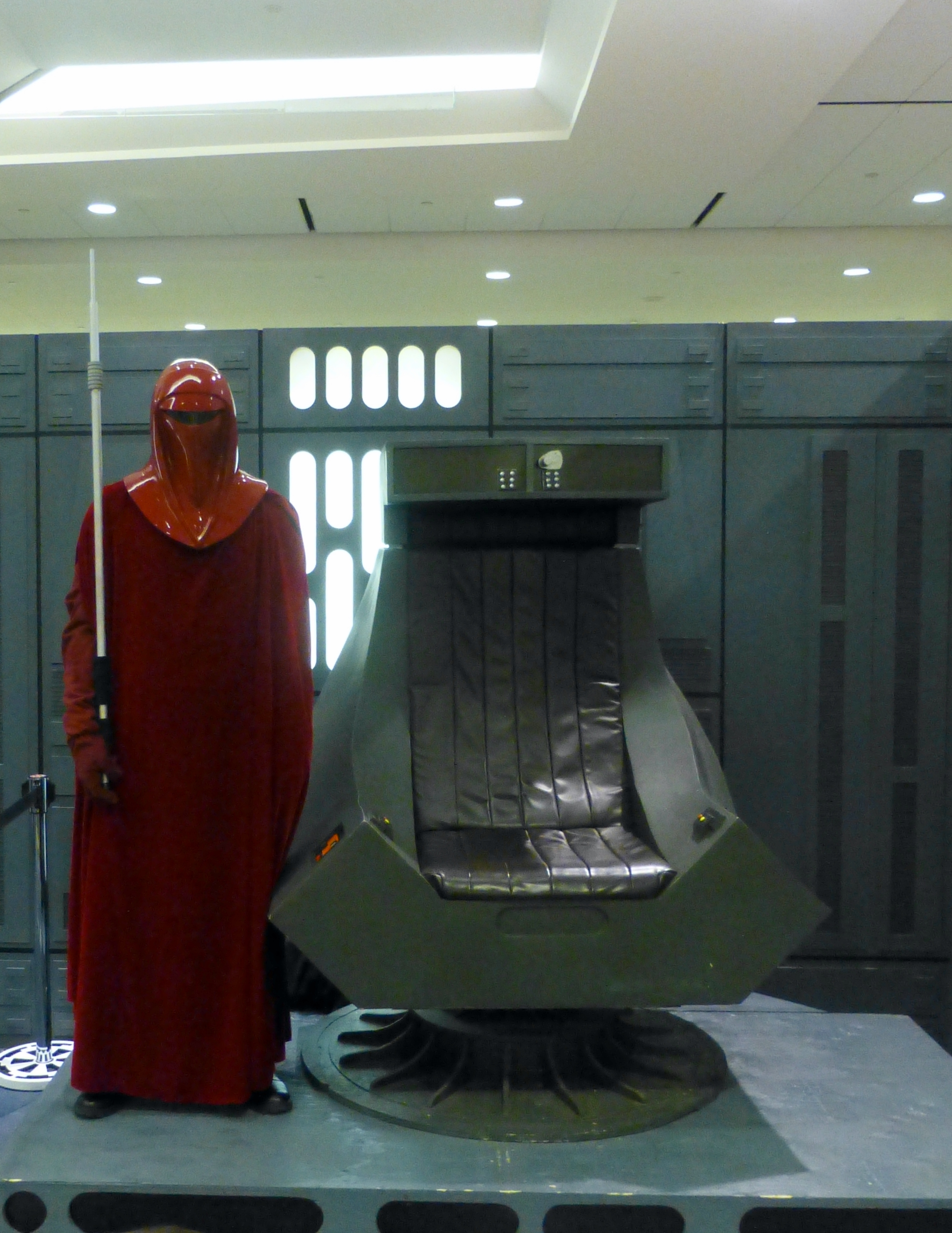
ロイヤル・ガードのコスチューム
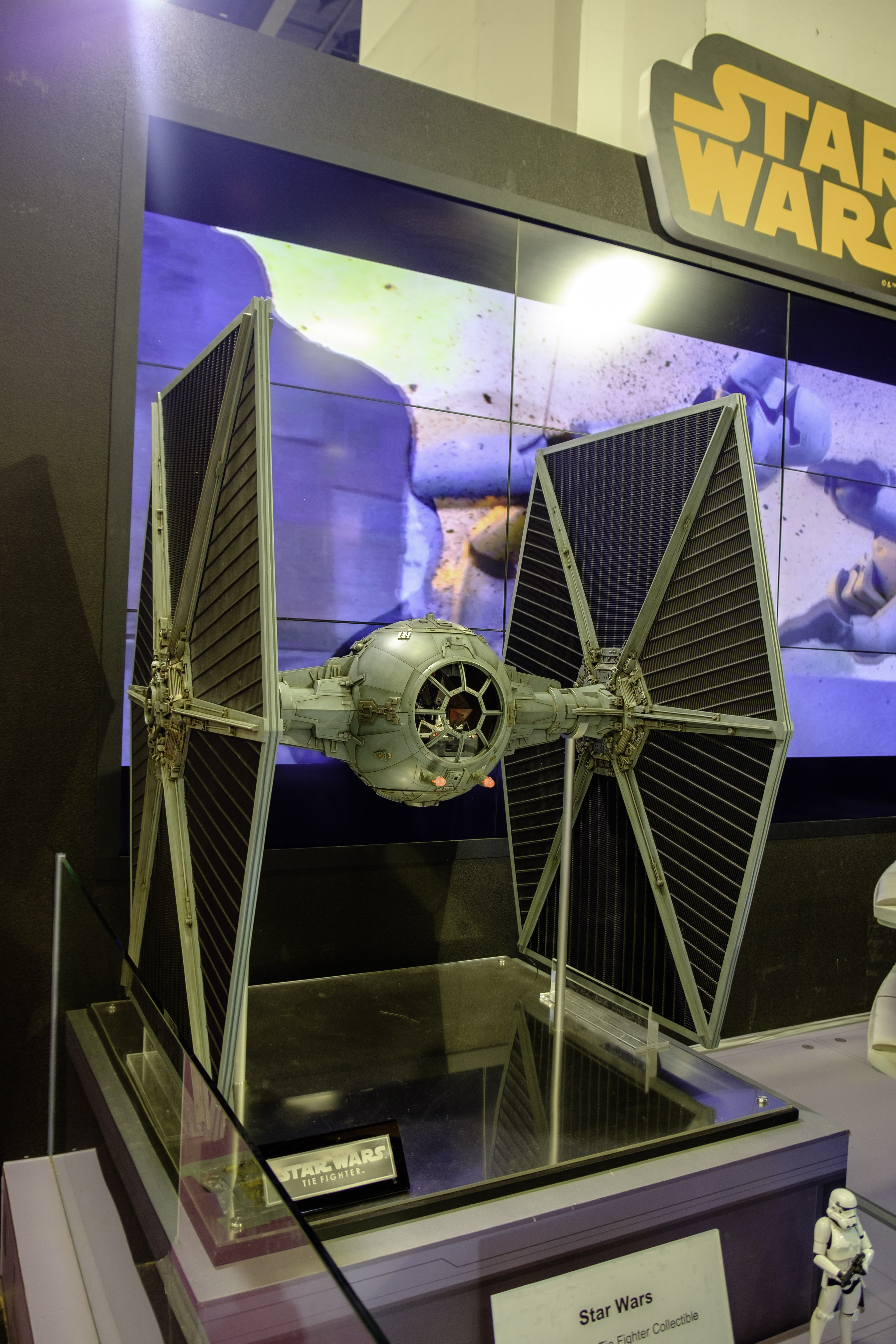
帝国軍の宇宙戦闘機TIEファイター
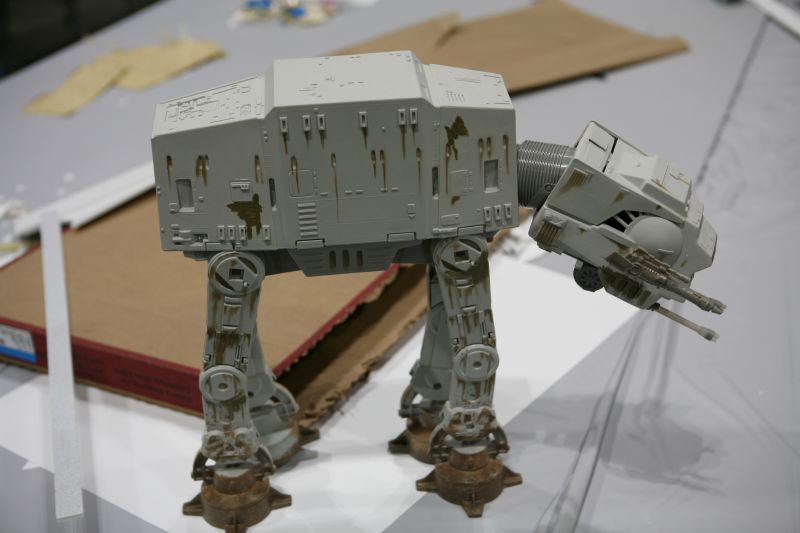
全地形対応装甲トランスポート（AT-AT）

## 非正史（レジェンズ）
正史（カノン）とは異なる非正史（レジェンズ）での『ジェダイの帰還』以後を描いたスピンオフでも、有力な提督たちによって割拠した「帝国」は同盟軍やその後身である新共和国軍によって撃破され、新共和国との間に講和を結ぶことになる。
- 『Jedi Prince series』では、帝国の支配権を掌握しようとするバートロフ・ヒッサたちグランド・モフ中央委員会が、三つ目のミュータントの詐欺師トライオキュラスと結託し、彼を「パルパティーンの息子」に仕立て上げる。一方、反乱軍は本物のパルパティーンの息子トライクロップスを保護して帝国に対抗する。
- 『スローン三部作』では、スローン大提督率いる帝国残存勢力が新共和国を圧倒して旧領を急速に回復していくが、彼が護衛の裏切りで暗殺されるとたちまち求心力を失い、再び分裂と敗戦とを重ねていく。
- 『Dark Empire』では、パルパティーンがクローン体として復活し、分裂した帝国を再統合するが、ルークたちの活躍によって倒され帝国も瓦解した。
- 『Jedi Academy trilogy』では、女提督ナタシ・ダーラの下で再結集した残存帝国軍が新共和国軍に攻勢をかけて旧領の大半を回復するが、ウェッジ・アンティリーズやランド・カルリジアンらの活躍によって敗北した。『Darksaber』では、モフたちを粛清したダーラが残存帝国軍の指揮権を掌握するが、新共和国への敗北後は権限をギラッド・ペレオンに自ら移譲して引退した。
- 『ニュージェダイオーダーシリーズ』では、抗戦か講和かで国論は一旦分裂しかかったものの、最終的には残存帝国艦隊最高司令官ペレオンと新共和国との和平協定により、帝国政府（インペリアル・レムナント）は、新共和国傘下の一領邦国家として存続を許された。その後、銀河系に浸入したユージャン・ヴォングに対抗するために新共和国と共闘した。
- 『Star Wars: Legacy』では帝国の後継国家・フェル帝国が、新共和国の後継国家・銀河自由同盟との間にシス＝帝国戦争を繰り広げている。その3年後に銀河自由同盟は崩壊し、フェル帝国は新たに銀河系の支配国家となった。

## 帝国のモデル
- ジョージ・ルーカスは、銀河帝国をナチス・ドイツに模して作り上げている[2]。ナチス・ドイツと同様に、帝国は前身となる民主政体を解体して絶対的な権力者個人により統治される独裁国家として描かれている[3]。帝国は全体主義体制を敷き、国家を強大な軍事力と暴力によって支配している[4]。機動歩兵ストームトルーパーの名称はナチスの突撃隊に類似しているという指摘もあり[3]、ダース・ベイダーの黒衣は親衛隊を彷彿とさせるという指摘もある[3]。また、帝国軍将校の制服はナチスや19世紀のドイツ・ウーラン、軍帽はドイツやオーストリアのものと類似している[2]。
- ナチス・ドイツの他にソビエト連邦の要素も含まれている。ルーカスは『ジェダイの帰還』で、第二デス・スターにパルパティーンが到着したシーンの帝国軍の整列はメーデーにおけるソ連軍のパレードを意識していると述べている[5]。また、ルーカスはウォルター・マーチとの会話の中で、ベトナム戦争におけるアメリカや、映画製作に取り掛かった当時のニクソン政権の要素も含まれていることを認めている[6][7]。
- パルパティーンの権力掌握の過程はガイウス・ユリウス・カエサル、アウグストゥス、ナポレオン・ボナパルト、アドルフ・ヒトラーと関連付けられている[8]。彼が元老院を掌握して皇帝を名乗る姿は、アウグストゥスと重ねられている。アウグストゥスもローマ軍の全権を掌握し、元老院から支持されて皇帝の権威を合法化している[8]。また、パルパティーンとベイダーの関係はヒトラーとハインリヒ・ヒムラー、またはヨシフ・スターリンとラヴレンチー・ベリヤの関係を模しているとされる[8]。